# Oruzodes unipunctata
Oruzodes unipunctata là một loài bướm đêm trong họ Noctuidae.